# Eliza Dushku

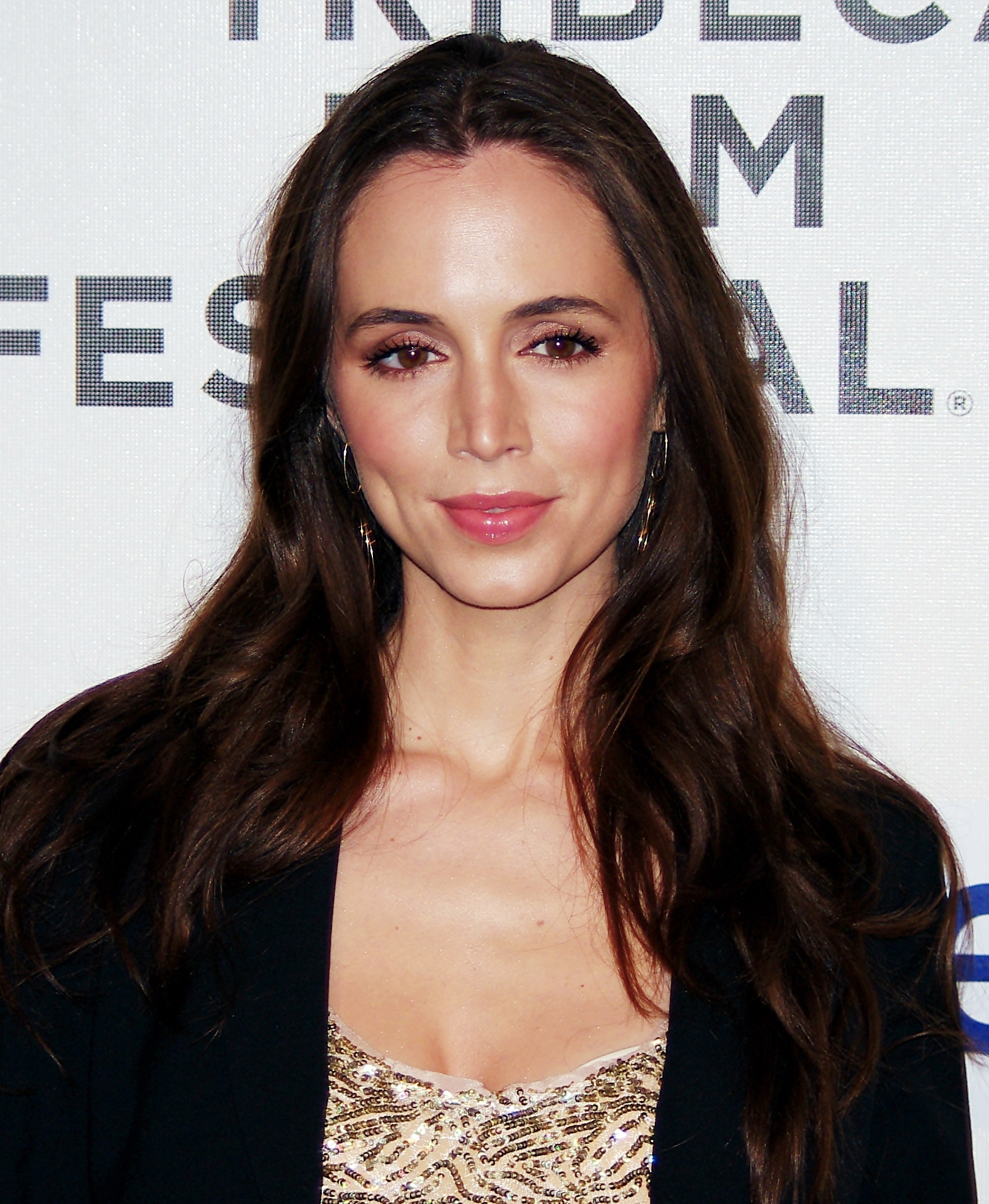
Eliza Dushku (2012)

Eliza Dushku (ur. 30 grudnia 1980 w Bostonie) – amerykańska aktorka albańsko-duńskiego pochodzenia.

## Życiorys
Jako dziecko Dushku uczyła się tańca i śpiewu, występowała również w dziecięcym teatrze. W 1992 zagrała w Prawdziwych kłamstwach córkę głównego bohatera. Występowała w serialu Buffy: Postrach wampirów jako Faith. Potem tę samą postać zagrała w serialu Anioł ciemności, nakręconym na podstawie Buffy. W 2008 roku powróciła do Jossa Whedona w nowym projekcie Dollhouse, gdzie zagrała główną postać, Echo.
Dushku wystąpiła w teledyskach dwóch kanadyjskich zespołów rockowych – Simple Plan („I’m Just a Kid”) oraz Nickelback („Rockstar”).

## Życie prywatne
Jest żoną biznesmena Petera Palandjiana, którego poślubiła w sierpniu 2018. Mają syna Philipa (ur. 2019).

## Filmografia
- 1992: Dramat letniej nocy (That Night) jako Alice Bloom
- 1993: Chłopięcy świat (This Boy's Life) jako Pearl
- 1994: Fishing with George
- 1994: Prawdziwe kłamstwa (True Lies) jako Dana Tasker
- 1995: Bye Bye, Love jako Emma
- 1995: Journey jako Cat
- 1996: Dogonić słońce (Race the Sun) jako Cat
- 1997–2003: Buffy: Postrach wampirów (Buffy the Vampire Slayer) jako Faith
- 1999: Switch jako Nina Lector
- 1999–2004: Anioł Ciemności (Angel) jako Faith
- 2000: Dziewczyny z drużyny (Bring It On) jako Missy Pantone
- 2001: Jay i Cichy Bob kontratakują (Jay and Silent Bob Strike Back) jako Sissy
- 2001: Poza świadomością (Soul Survivors) jako Annabel
- 2002: Nowy (The New Guy) jako Danielle
- 2002: Dochodzenie (City by the Sea) jako Gina
- 2003: Pocałunek (The Kiss) jako Megan
- 2003–2005: Prawdziwe powołanie (Tru Calling) jako Tru Davies
- 2003: Droga bez powrotu (Wrong Turn) jako Jessie
- 2006: The Last Supper jako kelnerka
- 2007: Sex and Breakfast jako Renee
- 2007: On Broadway jako Lena Wilson
- 2007: Porwany jako City Hall
- 2007: Nurses (TV) jako Eve Morrow
- 2008: Abecadło mordercy jako Megan Paige
- 2008: The Coverup (The Thacker Case) jako Monica Wright
- 2008: Wino na medal jako Joe
- 2008: Uciec przeznaczeniu jako Erica
- 2009–2010: Dollhouse jako Echo
- 2010: Locked In jako Renee
- 2012: Noah (Noah’s Ark: The New Beginning) jako Zalbeth
- 2014: The Scribbler jako Jennifer Silk
- 2015: Jane Wants a Boyfriend jako Bianca
- 2015: Dear Albania jako Eliza
- 2016: Banshee jako Veronica Dawson
- 2017: Eloise jako Pia Carter